# Marisol Garmendia
María Soledad Garmendia Beloqui (Zaldivia, Guipúzcoa, 19 de diciembre de 1963), conocida como Marisol Garmendia, es una política y periodista española, actual delegada del Gobierno en la Comunidad Autónoma Vasca.

## Biografía
Licenciada en Ciencias de la Información por la Universidad de Navarra. Ha trabajado como redactora en el periódico Deia y el semanario en euskera del Diario Vasco, Zabalik.
En la legislatura 2007-2011 fue concejala de Presidencia del Ayuntamiento de San Sebastián y responsable de la Candidatura a Capital Europea de la Cultura 2016.
Diputada foral de Ordenación del Territorio y Movilidad por el PSE-EE en la legislatura 2015-2019. En la legislatura 2019-2023, es portavoz del grupo municipal y concejala de Espacio Público y Proyectos y Obras. En noviembre de 2020 cambia su responsabilidad y asume la concejalía de Impulso Económico, Ecología y Salud Pública.
En marzo de 2024 anunció su dimisión como concejala del Ayuntamiento de San Sebastián siendo reemplazada por la socialista Ane Oyarbide. Acto seguido, fue nombrada delegada del Gobierno en el País Vasco en el tercer gobierno de Pedro Sánchez, siendo la primera mujer en ejercer el cargo.